# 341 aC
El 341 aC va ser un any del calendari romà prejulià. En temps de la República i de l'Imperi Romà, era conegut com a any del consolat de Privernat i Hipseu (o, més rarament, any 413 ab urbe condita o de la Fundació de Roma). L'ús del nom «341 aC» per referir-se a aquest any es remunta a l'alta edat mitjana, quan el sistema Anno Domini va ser el mètode de numeració dels anys més comú a Europa.

## Esdeveniments

### Antiga Grècia
- Filip II de Macedònia marxa cap a Tràcia i derrota a Cersobleptes I en diverses batalles i estableix com a rei vassall a Seutes III que ha de pagar un fort tribut anyal. No se sap si Cersobleptes va morir o va abdicar en Seutes.[2]
- Atenes organitza una expedició al Quersonès traci, dirigida per Diòpites, que s'enfronta als habitants de Càrdia i saqueja el territori. Filip II de Macedònia envia una carta ala atenesos queixant-se i demanant la retirada de Diòpites. Demòstenes el defensa amb èxit i pot conservar el seu comandament. El discurs de Demòstenes es conserva: Περὶ τῶν ἐν Χερσοονήσῳ ('Sobre les coses del Quersonès').[3]
- Menip, tirà d'Òreos a Eubea, que havia pres el poder juntament amb Filístides contra Eufreu, amb el suport de Filip II de Macedònia. són derrocats per una força enviada pels atenesos, dirigits per Foció.[4]

### Antiga Roma
- Aquest any són elegits cònsols Gai Plauci Vennó Hipseu i Luci Emili Mamercí Privernat. Aquest any es va assolar el territori del Sàmnium.[5]
- Vennó Hipseu va dirigir la guerra contra contra Privernum i la lliga dels volscs. Va derrotar els privernats i els va confiscar 2/3 de la seva terra pública. Als volscs els va derrotar i rebutjar, saquejant el seu territori fins a la costa, on va consagrar les armes dels morts a la deessa Mater Lua.[a]
- Acaba la Primera Guerra Samnita, i es signa un tractat de pau entre Roma i Sàmnium.[6]

## Naixements
- Epicur filòsof grec de Samos.[7]

## Necrològiques
- Hèrmies, tirà d'Atarneu, a l'Eòlida, que havia obtingut la promesa de no ser molestat en el seu domini, per part del general Mentor de Rodes al servei de Pèrsia, s'entrevista amb ell sota promesa de seguretat. Mentor el fa presoner, l'obliga a segellar la submissió dels governadors de les ciutats del seu regne i l'envia a la cort d'Artaxerxes III de Pèrsia on poc després és executat, segons diuen Estrabó[8] i Diodor de Sicília.[9]